# راز تاریک
راز تاریک (به انگلیسی: The Dark Secret) نخستین آلبوم چندآهنگه (EP) گروه سمفونیک پاور متال ایتالیایی راپسودی (بعدتر راپسودی آو فایر) است که در سال ۲۰۰۴ منتشر شد. کریستوفر لی، هنرپیشهٔ بریتانیایی در این آلبوم در نقش شاه جادوگر حضور داشته و به روایت داستان می‌پردازد.

## فهرست آهنگ‌ها
کار آهنگسازی تمامی ترک‌های این آلبوم برعهدهٔ لوکا توریلی و آلکس استاروپولی بوده و لوکا توریلی ترانه‌های آن را سروده است. همچنین ترک پنجم بازاجرایی از اثری به‌همین نام از گروه ایتالیایی گوبلین است که در این آلبوم توسط گروه راپسودی ریمیکس شده‌است.
| شماره | نام                                                    | نویسنده(ها) | مدت   |
| ----- | ------------------------------------------------------ | ----------- | ----- |
| ۱.    | «Unholy Warcry (Edit version)»                         |             | ۴:۲۷  |
| ۲.    | «Thunder's Mighty Roar» (گیتار ریتم از دومینیک لورکین) |             | ۵:۳۶  |
| ۳.    | «Guardians Of Destiny (English Version)»               |             | ۵:۲۹  |
| ۴.    | «Sacred Power Of Raging Winds»                         |             | ۱۰:۰۹ |
| ۵.    | «Non ho Sonno (Remix)» (بازاجرای آهنگ گروه گوبلین)     | گوبلین      | ۴:۰۸  |

همچنین نسخهٔ با تیراژ محدود این آلبوم علاوه بر سی‌دی اصلی دارای یک دی‌وی‌دی تصویری با موارد زیر است:
- The Making Of The Dark Secret
- The Emerald Sword Saga Movie
- Unholy Warcry (5.1 Surround Sound Mix)

## اعضا
اصلی
- فابیو لیونه – وکال
- لوکا توریلی - گیتار
- آلکس استاروپولی - کیبورد
- پاتریس گر – گیتار بیس
- آلکس هولتزوارت - درام

مهمان
- کریستوفر لی - راوی، شاه جادوگر
- دومینیک لورکین - گیتار ریتم
- مانوئل استاروپولی - فلوت ریکوردر باروک
- اشتفان هورتز - هارپسیکورد
- زورن لئوپولد - لوت
- یوهان مونو - گیتار کلاسیک
- پائولینا فان لارهوفن - ویولا لا گامبا
- پروین مور - کر مقدس الگارد
- بریجت فوگله - کر مقدس الگارد، سولوی سوپرانو